# FK Mladost Gacko
Der Fudbalski Klub Mladost Gacko (serbisch-kyrillisch ФК Младост Гацко) ist ein bosnischer Fußballverein aus Gacko in Bosnien und Herzegowina. Der Verein spielt zurzeit in der drittklassigen Druga Liga RS.

## Allgemeines
Der Verein wurde 1970 gegründet. Der größte Erfolg des Vereins war der Aufstieg 2002 in die erste bosnische Liga. 2003 kam jedoch der direkte Abstieg zurück in die zweite Liga Bosniens, in welcher der Verein seitdem spielt. 

## Ehemalige Spieler
- Marijo Harmat, ehemaliger Spieler bei Rot-Weiß Oberhausen und NK Zagreb